# Пьятра-Нямц
Пья́тра-Нямц (Пятра, Пятра-Нямц, (рум. Piatra Neamţ)) — город в Восточной Румынии, в области Западная Молдавия, на реке Бистрица, правом притоке Сирета. Административный центр одноимённого муниципия и жудеца Нямц. Население — 77 393 человек по переписи населения 2011 года. Расположен у подножия Восточных Карпат.

## География

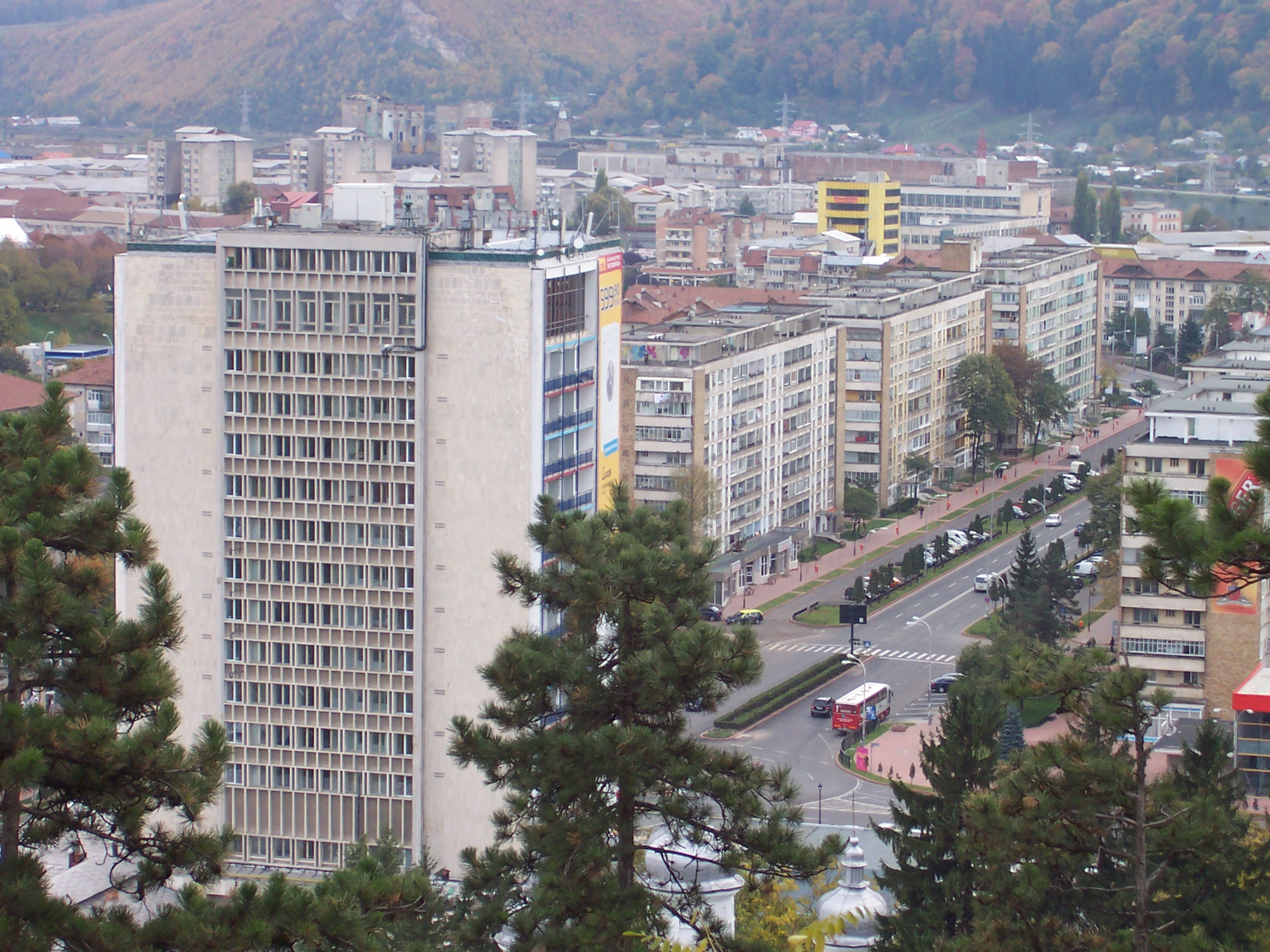
Пьятра-Нямц

В 12 километрах к юго-востоку на северном берегу реки Калу, правого притока Бистрицы, в селе Пьятра-Шоймулуй в коммуне Пьятра-Шоймулуй находится поселение энеолита Пьятра-Шоймулуй, одновременное культуре Кукутень, фаза А (4600/4550–4050 гг. до н. э.). 

## История
Был административным центром Нямцкого округа региона Цара-де-Сус в северной части Молдавского княжества (1346—1859), затем жудеца Нямц Объединённого княжества Валахии и Молдавии (1859—1881), с 1881 года — центр жудеца королевства Румыния.
В конце XIX века был складочным пунктом торговли строевым и поделочным лесом, который сплавляется сюда с хребта Родна на плотах по реке Быстрице, а затем направляется в Галац для вывоза за границу, главным образом в Турцию. Население города составляло около 20 тысяч человек. В городе было 10 церквей, одна из которых — церковь св. Иоанна Крестителя была построена в 1497 году и принадлежит к числу храмов «смешанного типа», и 5 ярмарок.
В середине XX века в городе была развита целлюлозно-бумажная, деревообрабатывающая, текстильная, главным образом шерстяная, пищевая промышленность. Близ города находился комбинат азотных удобрений. В 1973 году население города составляло 63,7 тысяч человек.
В 1996 году митрополит Даниил основал духовную семинарию в Пьятра-Нямц.

## Достопримечательности
Музей истории и археологии, который основал в 1934 году археолог-любитель, священник Константин Матасэ, гордится коллекцией доисторического периода, в том числе культуры Кукутень.

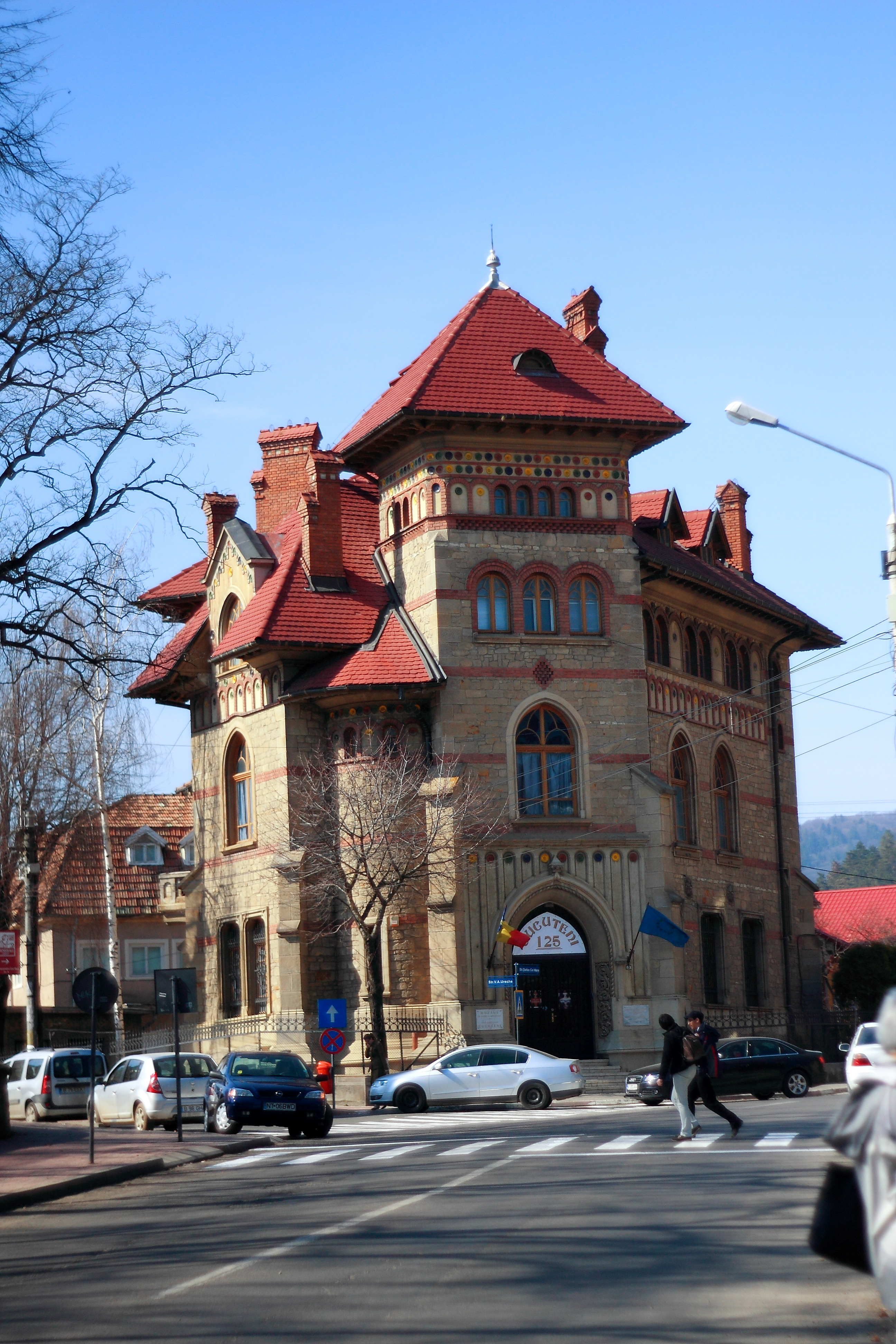
Музей истории и археологии в городе Пьятра-Нямц

На археологическом памятнике Пьятра-Нямц-1 in situ в слое возрастом более 17 200 лет обнаружена первая в Румынии палеолитическая Венера.

## Муниципий Пьятра-Нямц
Согласно данным переписи 2016 года, население муниципия Пьятра-Нямц составило 115 273 человека.

## Города-побратимы
Пьятра-Нямц является городом-побратимом следующих городов:
- Роанн, Франция (1992)
- Глыбокая, Украина (1992)
- Риорж, Франция (1992)
- Вильре, Роан, Франция (1992)
- Лод, Израиль (1994)
- Альфаретта, США (1994)
- Кирьят-Малахи, Израиль (1994)
- Орхей, Молдавия (1999)
- Бейнаско, Италия (2001)
- Манильва, Испания (2002)
- Бергама, Турция (2007)
- Кишинёв, Молдавия (2010)